# روبرت ستيفنسون (كاتب)
روبرت ستيفنسون (بالإنجليزية: Robert Stevenson)‏ (و. 1905 – 1986 م) هو مخرج أفلام، وكاتب سيناريو، ومنتج أفلام، وصحفي بريطاني، توفي في سانتا باربارا، كاليفورنيا، عن عمر يناهز 81 عاماً.

## التعليم
تعلم في كلية سانت جونز.

## جوائز وترشيحات
حصل على جوائز منها:
جوائز
- دزني ليجندز (2002)

ترشيحات
- جائزة الأوسكار لأفضل مخرج، عن عمل: ماري بوبينز

ترشح لـ:
- جائزة الأوسكار لأفضل مخرج، عن عمل: ماري بوبينز.

## وصلات خارجية
- روبرت ستيفنسون على موقع IMDb (الإنجليزية)
- روبرت ستيفنسون على موقع الموسوعة البريطانية (الإنجليزية)
- روبرت ستيفنسون على موقع ألو سيني (الفرنسية)
- روبرت ستيفنسون على موقع تيرنر كلاسيك موفيز (الإنجليزية)
- روبرت ستيفنسون على موقع أول موفي (الإنجليزية)
- روبرت ستيفنسون على موقع قاعدة بيانات الأفلام السويدية (السويدية)
- روبرت ستيفنسون على موقع إن إن دي بي (الإنجليزية)
- روبرت ستيفنسون على موقع قاعدة بيانات الفيلم (الإنجليزية)
- روبرت ستيفنسون على موقع كينوبويسك (الروسية)